# Masters de Roma 2022
El Internazionali BNL d'Italia 2022 será la 79.ª edición del Abierto de Italia, siendo un torneo de tenis ATP Tour Masters 1000 en su rama masculina y WTA 1000 en la femenina Se disputará de 8 al 15 de mayo de 2022 en el Foro Itálico de Roma (Italia).

## Puntos y premios en efectivo

### Distribución de puntos
| Evento                  | G    | F   | SF  | CF  | R16 | R32 | R64 | C  | C2 | C1 |
| Individuales masculinos | 1000 | 600 | 360 | 180 | 90  | 45  | 10  | 25 | 16 | 0  |
| Dobles masculinos       | 1000 | 600 | 360 | 180 | 90  | 0   | —   | —  | —  | —  |
| Individuales femeninos  | 900  | 585 | 350 | 190 | 105 | 60  | 1   | 30 | 20 | 1  |
| Dobles femeninos        | 900  | 585 | 350 | 190 | 105 | 1   | —   | —  | —  | —  |

### Premios en efectivo
| Evento                  | G         | F         | SF        | CF        | R16      | R32      | R64      | C2       | C1      |
| Individuales masculinos | 836 355 € | 456 720 € | 249 740 € | 136 225 € | 72 865 € | 39 070 € | 21 650 € | 11 090 € | 5 810 € |
| Individuales femeninos  | 332 260 € | 195 813 € | 100 806 € | 46 322 €  | 23 170 € | 13 176 € | 9 456 €  | 5 548 €  | 2 888 € |
| Dobles masculinos       | 252 980 € | 135 180 € | 72 800 €  | 40 570 €  | 21 830 € | 11 580 € | —        | —        | —       |
| Dobles femeninos        | 97 016 €  | 54 540 €  | 29 984 €  | 15 120 €  | 8 564 €  | 5 742 €  | —        | —        | —       |

## Cabezas de serie

### Individuales masculino
Como resultado de las reglas especiales de ajuste de clasificación debido a la pandemia de COVID-19, los jugadores defienden el mayor de sus puntos del torneo de 2021 o el 50 % restante de sus puntos del torneo de 2019. Esos puntos no eran obligatorios y se incluyen en la tabla a continuación solo si contaron para la clasificación del jugador a partir del 21 de marzo de 2022. Los jugadores que no estén defendiendo puntos de los torneos de 2019 o 2021 tendrán su 19.º mejor resultado reemplazado por sus puntos del torneo 2022.
| N.º | Rank. | Tenista               | Puntos | Puntos por defender | Puntos ganados | Nuevos puntos | Ronda hasta la que avanzó en el torneo               |
| 1   | 1     | Novak Djokovic        | 8260   | 600                 | 1000           | 8660          | Campeón, venció a Stefanos Tsitsipas [4]             |
| 2   | 3     | Alexander Zverev      | 7020   | 180                 | 360            | 7200          | Semifinales, perdió ante Stefanos Tsitsipas [4]      |
| 3   | 4     | Rafael Nadal          | 6435   | 1000                | 90             | 5525          | Tercera ronda, perdió ante Denis Shapovalov [13]     |
| 4   | 5     | Stefanos Tsitsipas    | 5750   | 180                 | 600            | 6170          | Final, perdió ante Novak Djokovic [1]                |
| 5   | 10    | Casper Ruud           | 3760   | 180                 | 360            | 3940          | Semifinales, perdió ante Novak Djokovic [1]          |
| 6   | 7     | Andrey Rublev         | 4115   | 180                 | 10             | 3945          | Segunda ronda, perdió ante Filip Krajinović          |
| 7   | 6     | Carlos Alcaraz        | 4773   | (3)                 | 0              | 4770          | Baja antes de la segunda ronda.                      |
| 8   | 9     | Félix Auger-Aliassime | 3760   | 90                  | 180            | 3850          | Cuartos de final, perdió ante Novak Djokovic [1]     |
| 9   | 11    | Cameron Norrie        | 3380   | 70                  | 45             | 3355          | Segunda ronda, perdió ante Marin Čilić               |
| 10  | 13    | Jannik Sinner         | 3060   | 45                  | 180            | 3195          | Cuartos de final, perdió ante Stefanos Tsitsipas [4] |
| 11  | 12    | Hubert Hurkacz        | 3130   | 45                  | 10             | 3095          | Primera ronda, perdió ante David Goffin              |
| 12  | 15    | Diego Schwartzman     | 2760   | 300                 | 45             | 2505          | Segunda ronda, perdió ante Marcos Giron [LL]         |
| 13  | 16    | Denis Shapovalov      | 2671   | 180                 | 180            | 2671          | Cuartos de final, perdió ante Casper Ruud [5]        |
| 14  | 17    | Reilly Opelka         | 2440   | 360                 | 10             | 2090          | Primera ronda, perdió ante Stan Wawrinka [PR]        |
| 15  | 18    | Pablo Carreño         | 2135   | 45                  | 45             | 2135          | Segunda ronda, perdió ante Karen Khachanov           |
| 16  | 19    | Roberto Bautista      | 1993   | 90                  | 0              | 1903          | Baja antes de la primera ronda.                      |

- Ranking del 2 de mayo de 2022.[3]

#### Bajas masculinas
| Rank. | Tenista           | Puntos antes | Puntos por defender | Puntos ganados | Puntos después | Motivo               |
| ----- | ----------------- | ------------ | ------------------- | -------------- | -------------- | -------------------- |
| 2     | Daniil Medvédev   | 7990         | 10                  | 0              | 7980           | Operación de hernia. |
| 6     | Carlos Alcaraz    | 4773         | (3)                 | 0              | 4770           | Descanso.            |
| 8     | Matteo Berrettini | 3895         | 90                  | 0              | 3805           | Lesión en la mano.   |
| 14    | Taylor Fritz      | 2965         | 45                  | 0              | 2920           | Lesión en el pie.    |
| 19    | Roberto Bautista  | 1993         | 90                  | 0              | 1903           | Lesión en la muñeca. |

### Dobles masculino
| Tenistas                           | Ranking | Preclasificado |
| Rajeev Ram Joe Salisbury           | 3       | 1              |
| Marcel Granollers Horacio Zeballos | 9       | 2              |
| Nikola Mektić Mate Pavić           | 9       | 3              |
| John Peers Filip Polášek           | 25      | 4              |
| Juan Sebastián Cabal Robert Farah  | 26      | 5              |
| Jamie Murray Michael Venus         | 27      | 6              |
| Wesley Koolhof Neal Skupski        | 33      | 7              |
| Kevin Krawietz Andreas Mies        | 38      | 8              |

### Individuales femenino
- Ranking del 9 de mayo de 2022.[8]

| N.º | Rank. | Tenista                  | Puntos | Puntos por defender | Puntos ganados | Nuevos puntos | Ronda hasta la que avanzó en el torneo              |
| 1   | 1     | Iga Świątek              | 7061   | 900                 | 900            | 7061          | Campeona, venció a Ons Jabeur [9]                   |
| 2   | 3     | Paula Badosa             | 4720   | 55                  | 105            | 4770          | Tercera ronda, perdió ante Daria Kasátkina          |
| 3   | 8     | Aryna Sabalenka          | 3721   | 105                 | 350            | 3966          | Semifinales, perdió ante Iga Świątek [1]            |
| 4   | 4     | María Sákkari            | 4596   | 60                  | 190            | 4726          | Cuartos de final, perdió ante Ons Jabeur [9]        |
| 5   | 5     | Anett Kontaveit          | 4446   | 1                   | 1              | 4446          | Segunda ronda, perdió ante Petra Martić [Q]         |
| 6   | 6     | Karolína Plíšková        | 4152   | 585                 | 1              | 3568          | Segunda ronda, perdió ante Jil Teichmann            |
| 7   | 9     | Danielle Collins         | 3211   | 1                   | 105            | 3315          | Tercera ronda, perdió ante Amanda Anisimova         |
| 8   | 10    | Garbiñe Muguruza         | 3135   | 105                 | 1              | 3031          | Segunda ronda, perdió ante Yulia Putintseva [Q]     |
| 9   | 7     | Ons Jabeur               | 3895   | 100                 | 585            | 4380          | Final, perdió ante Iga Świątek [1]                  |
| 10  | 12    | Emma Raducanu            | 2914   | 1                   | 1              | 2914          | Primera ronda, se retiró ante Bianca Andreescu [PR] |
| 11  | 13    | Jeļena Ostapenko         | 2725   | 190                 | 1              | 2536          | Primera ronda, perdió ante Lauren Davis [Q]         |
| 12  | 14    | Belinda Bencic           | 2466   | 1                   | 60             | 2525          | Segunda ronda, perdió ante Amanda Anisimova         |
| 13  | 11    | Jessica Pegula           | 3040   | 190                 | 105            | 2955          | Tercera ronda, perdió ante Aryna Sabalenka [3]      |
| 14  | 20    | Anastasia Pavlyuchenkova | 2092   | 0                   | 1              | 2093          | Primera ronda, perdió ante Leylah Fernandez         |
| 15  | 15    | Cori Gauff               | 2410   | 350                 | 105            | 2165          | Tercera ronda, perdió ante María Sákkari [4]        |
| 16  | 16    | Victoria Azárenka        | 2336   | 1                   | 105            | 2440          | Tercera ronda, perdió ante Iga Świątek [1]          |

- Ranking del 25 de abril de 2022.[8]

#### Bajas femeninas
| Rank. | Tenista            | Puntos antes | Puntos por defender | Puntos ganados | Puntos después | Motivo             |
| ----- | ------------------ | ------------ | ------------------- | -------------- | -------------- | ------------------ |
| 2     | Barbora Krejčíková | 5011         | 105                 | 5              | 4911           | Lesión en el codo. |

### Dobles femenino
| Tenistas                          | Ranking | Preclasificada |
| Storm Sanders Shuai Zhang         | 22      | 1              |
| Gabriela Dabrowski Giuliana Olmos | 29      | 2              |
| Desirae Krawczyk Demi Schuurs     | 33      | 3              |
| Alexa Guarachi Andreja Klepač     | 35      | 4              |
| Cori Gauff Jessica Pegula         | 41      | 5              |
| Lucie Hradecká Sania Mirza        | 50      | 6              |
| Yifan Xu Zhaoxuan Yang            | 59      | 7              |
| Shuko Aoyama Hao-ching Chan       | 61      | 8              |

## Campeones

### Individual masculino
Novak Djokovic venció a  Stefanos Tsitsipas por 6-0, 7-6(7-5)

### Individual femenino
Iga Świątek venció a  Ons Jabeur por 6-2, 6-2

### Dobles masculino
Nikola Mektić /  Mate Pavić vencieron a  John Isner /  Diego Schwartzman por 6-2, 6-7(6-8), [12-10]

### Dobles femenino
Veronika Kudermetova /  Anastasia Pavlyuchenkova vencieron a  Gabriela Dabrowski /  Giuliana Olmos por  1-6, 6-4, [10-7]